# IC 216
IC 216 је елиптична галаксија у сазвјежђу Кит која се налази на листи објеката дубоког неба у Индекс каталогу.
Деклинација објекта је - 2° 0' 53" а ректасцензија 2h 15m 55,3s. Привидна величина (магнитуда) објекта IC 216 износи 14,3 а фотографска магнитуда 15,3. IC 216 је још познат и под ознакама CGCG 387-61, PGC 8650.